# Neivamyrmex
Neivamyrmex es un género de hormiga guerrera de la familia Formicidae.
La mayoría de las especies son subterráneas. Algunas forrajean a veces sobre la superficie durante la noche o en días nublados. Se alimentan de otras hormigas o de termitas. Se conoce muy poco de su biología. La especie mejor estudiada es Neivamyrmex nigrescens.
Se encuentran desde Norteamérica a Argentina.

## Especies
- Neivamyrmex adnepos  Wheeler, 1922
- Neivamyrmex agilis Borgmeier, 1953
- Neivamyrmex alfaroi  (Emery, 1890)
- Neivamyrmex andrei  (Emery, 1901)
- Neivamyrmex angulimandibulatus  Watkins, 1974
- Neivamyrmex angustinodis  (Emery, 1888)
- Neivamyrmex antillanus  (Forel, 1897)
- Neivamyrmex asper  Borgmeier, 1955
- Neivamyrmex balzani  (Emery, 1894)
- Neivamyrmex baylori  Watkins, 1973
- Neivamyrmex bohlsi  (Emery, 1896)
- Neivamyrmex bruchi  (Forel, 1912)
- Neivamyrmex bureni  (Enzmann, 1952)
- Neivamyrmex californicus  (Mayr, 1870)
- Neivamyrmex carettei  (Forel, 1913)
- Neivamyrmex carinifrons  Borgmeier, 1953
- Neivamyrmex carolinensis  (Emery, 1894)
- Neivamyrmex chamelensis  Watkins, 1986
- Neivamyrmex clavifemur  Borgmeier, 1953
- Neivamyrmex cloosae  (Forel, 1912)
- Neivamyrmex coeca  (Buckley, 1867)
- Neivamyrmex compressinodis  Borgmeier, 1953
- Neivamyrmex cornutus  Watkins, 1975
- Neivamyrmex crassiscapus  Watkins, 1990
- Neivamyrmex cratensis  Borgmeier, 1953
- Neivamyrmex cristatus  (Andre, 1889)
- Neivamyrmex curvinotus  Watkins, 1994
- Neivamyrmex densepunctatus  (Borgmeier, 1933)
- Neivamyrmex detectus  Borgmeier, 1953
- Neivamyrmex diabolus  (Forel, 1912)
- Neivamyrmex diana  (Forel, 1912)
- Neivamyrmex digitistipus  Watkins, 1975
- Neivamyrmex diversinodis  (Borgmeier, 1933)
- Neivamyrmex dorbignii  (Shuckard, 1840)
- Neivamyrmex ectopus  Wilson, 1985
- Neivamyrmex emersoni  (Wheeler, 1921)
- Neivamyrmex emeryi  (Santschi, 1921)
- Neivamyrmex erichsonii  (Westwood, 1842)
- Neivamyrmex falcifer  (Emery, 1900)
- Neivamyrmex fallax  Borgmeier, 1953
- Neivamyrmex foveolatus  Borgmeier, 1953
- Neivamyrmex fumosus  (Forel, 1913)
- Neivamyrmex fuscipennis  (Smith, 1942)
- Neivamyrmex genalis  Borgmeier, 1953
- Neivamyrmex gibbatus  Borgmeier, 1953
- Neivamyrmex goeldii  (Forel, 1901)
- Neivamyrmex graciellae  (Mann, 1926)
- Neivamyrmex gracilis  Borgmeier, 1955
- Neivamyrmex gradualis  Borgmeier, 1953
- Neivamyrmex guerinii  (Shuckard, 1840)
- Neivamyrmex guyanensis  (Santschi, 1916)
- Neivamyrmex halidaii  (Shuckard, 1840)
- Neivamyrmex harrisii  (Haldeman, 1852)
- Neivamyrmex hetschkoi  (Mayr, 1886)
- Neivamyrmex hopei  (Shuckard, 1840)
- Neivamyrmex humilis  (Borgmeier, 1939)
- Neivamyrmex iheringi  (Forel, 1908)
- Neivamyrmex imbellis  (Emery, 1900)
- Neivamyrmex impudens  (Mann, 1922)
- Neivamyrmex inca  (Santschi, 1921)
- Neivamyrmex inflatus  Borgmeier, 1958
- Neivamyrmex iridescens  Borgmeier, 1950
- Neivamyrmex jerrmanni  (Forel, 1901)
- Neivamyrmex klugii  (Shuckard, 1840)
- Neivamyrmex kuertii  (Enzmann, 1952)
- Neivamyrmex laevigatus  (Borgmeier, 1948)
- Neivamyrmex latiscapus  (Emery, 1901)
- Neivamyrmex legionis  (Smith, 1855)
- Neivamyrmex leonardi  (Wheeler, 1915)
- Neivamyrmex leptognathus  (Emery, 1900)
- Neivamyrmex lieselae  (Forel, 1913)
- Neivamyrmex longiscapus  Borgmeier, 1953
- Neivamyrmex macrodentatus  (Menozzi, 1931)
- Neivamyrmex macropterus  Borgmeier, 1953
- Neivamyrmex manni  (Wheeler, 1914)
- Neivamyrmex maxillosus  (Emery, 1900)
- Neivamyrmex megathrix  Kempf, 1961
- Neivamyrmex melanocephalus  (Emery, 1895)
- Neivamyrmex melshaemeri  (Haldeman, 1852)
- Neivamyrmex mexicanus  (Enzmann, 1952)
- Neivamyrmex micans  Borgmeier, 1953
- Neivamyrmex microps  Borgmeier, 1955
- Neivamyrmex minensis  (Borgmeier, 1928)
- Neivamyrmex minor  (Cresson, 1872)
- Neivamyrmex modestus  Borgmeier, 1933
- Neivamyrmex mojave  (Smith, 1943)
- Neivamyrmex moseri  Watkins, 1969
- Neivamyrmex nigrescens  (Cresson, 1872)
- Neivamyrmex nordenskioldii  (Holmgren, 1908)
- Neivamyrmex nyensis  Watkins, 1977
- Neivamyrmex opacithorax  (Emery, 1894)
- Neivamyrmex orthonotus  (Borgmeier, 1933)
- Neivamyrmex pacificus  Borgmeier, 1955
- Neivamyrmex pauxillus  (Wheeler, 1903)
- Neivamyrmex perplexus  Borgmeier, 1953
- Neivamyrmex pertii  (Shuckard, 1840)
- Neivamyrmex physognathus  (Emery, 1900)
- Neivamyrmex pilosus  (Smith, 1858)
- Neivamyrmex piraticus  Borgmeier, 1953
- Neivamyrmex planidens  Borgmeier, 1953
- Neivamyrmex planidorsus  (Emery, 1906)
- Neivamyrmex postangustatus  (Borgmeier, 1934)
- Neivamyrmex postcarinatus  Borgmeier, 1953
- Neivamyrmex pseudops  (Forel, 1909)
- Neivamyrmex puerulus  Borgmeier, 1955
- Neivamyrmex pulchellus  Borgmeier, 1955
- Neivamyrmex pullus  Borgmeier, 1953
- Neivamyrmex punctaticeps  (Emery, 1894)
- Neivamyrmex quadratooccipitus  Watkins, 1975
- Neivamyrmex radoszkowskii  (Emery, 1900)
- Neivamyrmex raptor  (Forel, 1911)
- Neivamyrmex romandii  (Shuckard, 1840)
- Neivamyrmex rosenbergi  (Forel, 1911)
- Neivamyrmex rugulosus  Borgmeier, 1953
- Neivamyrmex scutellaris  Borgmeier, 1953
- Neivamyrmex shuckardi  (Emery, 1900)
- Neivamyrmex spatulatus  (Borgmeier, 1939)
- Neivamyrmex spoliator  (Forel, 1899)
- Neivamyrmex sulcatus  (Mayr, 1868)
- Neivamyrmex sumichrasti  (Norton, 1868)
- Neivamyrmex swainsonii  (Shuckard, 1840)
- Neivamyrmex tenuis  Borgmeier, 1953
- Neivamyrmex texanus  Watkins, 1972
- Neivamyrmex tristis  (Forel, 1901)
- Neivamyrmex vicinus  Borgmeier, 1953
- Neivamyrmex walkerii  (Westwood, 1842)